# Cantó de l'Aranha e Montaiglin
El cantó de L'Aranha Montaiglin és un cantó francès del departament dels Alts Alps, situat al districte de Gap. Té 7 municipis i el cap és L'Aranha Montaiglin.

## Municipis
- Aiguians
- L'Aranha Montaiglin
- Lazari
- Monestier-Alamont
- Lo Poet
- Upàis
- Ventavon

## Història
| Data d'elecció                           | Identitat          | Partit           | Qualitat |
| ---------------------------------------- | ------------------ | ---------------- | -------- |
| 1964-1976                                | Arthur Audibert    | SFIO, després PS |          |
| 1976-1982                                | Marcel Rostain     | PS               |          |
| 1982-1991                                | Pierre Bini        | RPR              |          |
| 1991-2001                                | Henriette Martinez | RPR              |          |
| 2001-                                    | Auguste Truphème   | Divers gauche    |          |
| les dades anteriors no són pas conegudes |                    |                  |          |
|                                          |                    |                  |          |

| 1962  | 1968  | 1975  | 1982  | 1990  | 1999  | 2007  |
| ----- | ----- | ----- | ----- | ----- | ----- | ----- |
| 4.656 | 5.418 | 5.756 | 5.497 | 5.413 | 5.594 | 6.062 |